# Waldenstein
Waldenstein ist eine Gemeinde mit 1176 Einwohnern (Stand 1. Jänner 2025) im Bezirk Gmünd in Niederösterreich.

## Geografie
Waldenstein liegt im Waldviertel in Niederösterreich. Die Fläche der Gemeinde umfasst 22,73 Quadratkilometer. 25,67 Prozent der Fläche sind bewaldet.

### Gemeindegliederung
Das Gemeindegebiet umfasst folgende sieben Ortschaften (in Klammern Einwohnerzahl Stand 1. Jänner 2025):
- Waldenstein (371)
- Albrechts (334)
- Groß-Höbarten (131)
- Klein-Ruprechts (114)
- Groß-Neusiedl (104)
- Grünbach (95)
- Zehenthöf (27)

Die Gemeinde besteht aus den Katastralgemeinden Albrechts, Großhöbarten, Großneusiedl, Grünbach, Kleinruprechts, Waldenstein und Zehenthöf.
Waldenstein ist eine Mitgliedsgemeinde der Kleinregion Waldviertler StadtLand.

### Nachbargemeinden
|               | Gmünd                                       | Hoheneich          |
| Großdietmanns | Kompassrose, die auf Nachbargemeinden zeigt | Kirchberg am Walde |
| Weitra        | Schweiggers                                 |                    |

## Geschichte
Schon im 12. Jahrhundert gab es am Ort einen kleinen Adelssitz.
Im Jahr 1850 wurde in Waldenstein mit Groß-Höbarten eine eigene Gemeinde gebildet. 1968 schlossen sich Albrechts, Groß-Neusiedl, Klein-Ruprechts, Grünbach und Zehenthöf der Gemeinde an.
Im Jahr 1883 wurde Waldenstein ein Marienwallfahrtsort. Am Hauptaltar der Wallfahrtskirche befindet sich eine aus Lindenholz geschnitzte Marienstatue mit einer Größe von 2,45 Meter. Sie trägt das Jesuskind, in dessen Schulter eine Hacke steckt.
Im Zuge der NÖ. Kommunalstrukturverbesserung wurden zum Jahresbeginn 1968 die Gemeinden Albrechts und Großneusiedl eingegliedert.

## Bevölkerungsentwicklung
Die Einwohnerzahl von Waldenstein blieb seit Beginn der Aufzeichnung im Jahr 1869 recht konstant. Während viele Nachbargemeinden in den letzten Jahrzehnten einen starken Rückgang zu verzeichnen hatten, wuchs die Bevölkerungszahl in Waldenstein von 1961 bis 2001 um jetzt konstant um 1.200 Personen zu pendeln.

## Kultur und Sehenswürdigkeiten

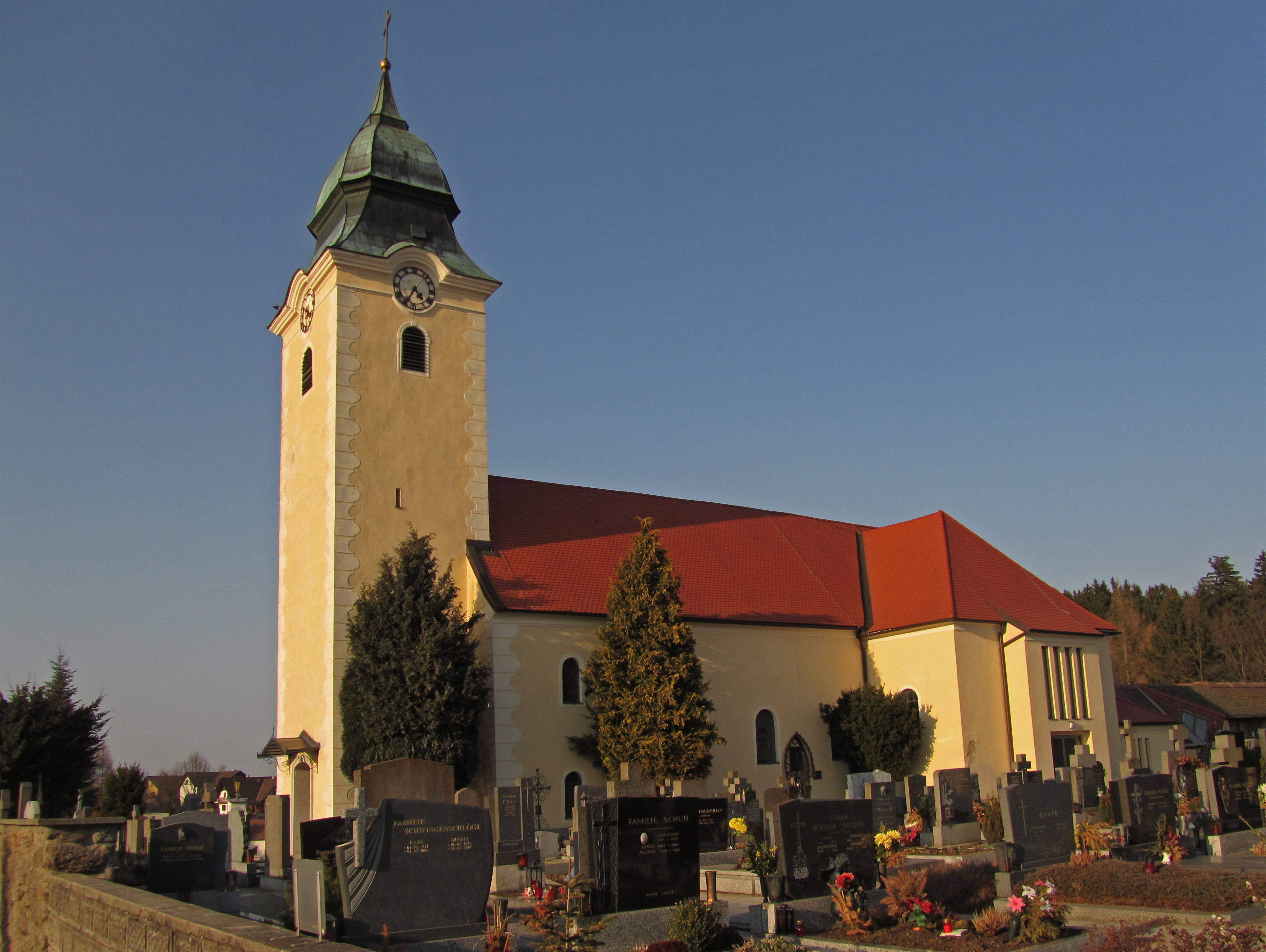
Pfarrkirche Waldenstein

- Katholische Pfarrkirche Waldenstein hl. Michael: Die Kirche ist seit 1837 ein Wallfahrtskirche mit der Gnadenstatue Maria mit der Hacke.
- In der Flur Venusberg befindet sich ein frühmittelalterlicher Steinbruch.
- Nordwestlich der Katastralgemeinde Grünbach liegt ein mittelalterlicher Hausberg mit einer Ringmauer aus Granitquadern.
- Die Ortskapellen von Albrechts und Groß-Höbarten stammen aus dem 18. Jahrhundert, jene von Groß-Neusiedl und Grünbach aus dem 19. Jahrhundert und jene von Klein-Ruprechts vom Beginn des 20. Jahrhunderts.

## Wirtschaft und Infrastruktur
In der Gemeinde Waldenstein gibt es 101 land- und forstwirtschaftliche Betriebe, wovon 38 Haupterwerbsbetriebe sind (Stand 2010). Der Produktionssektor ist schwach ausgeprägt, vier Betriebe beschäftigen zehn Personen vorwiegend im Bau. Im Dienstleistungssektor sind 55 Arbeitnehmer in 33 Betrieben beschäftigt (Stand 2011).

### Verkehr
- Bus: Waldenstein ist über die Buslinien 753 und 725 erreichbar.[7]

### Bildung
Im Ort gibt es einen Kindergarten, eine Tagesbetreuung und eine Volksschule.

## Politik

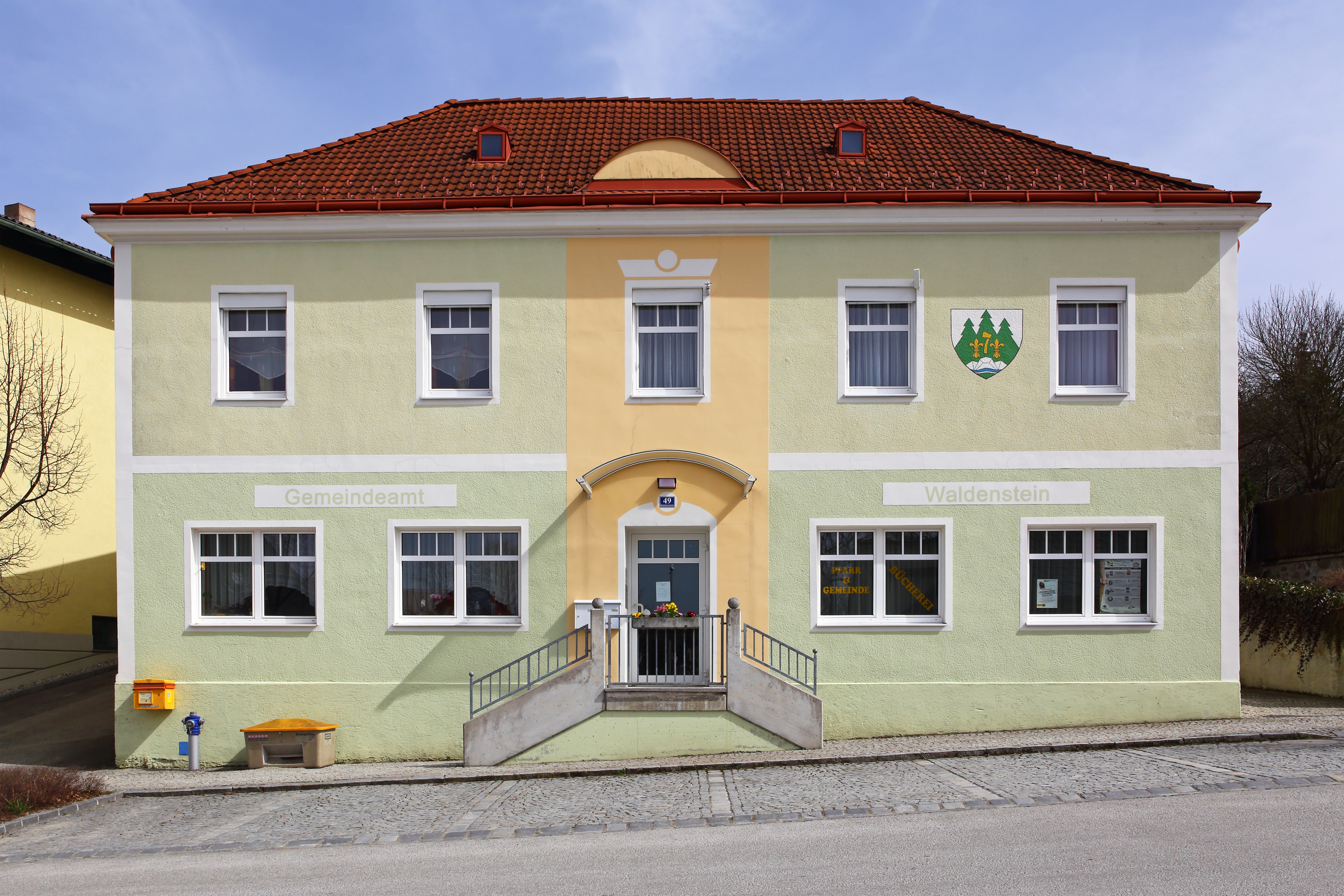
Gemeindeamt Waldenstein

### Gemeinderat
Der Gemeinderat hat 19 Mitglieder. Seit 1967 ergab sich nach den Gemeinderatswahlen jeweils folgende Sitzverteilung:
| Partei / Liste | 1967 | 1970 | 1975 | 1980 | 1985 | 1990 | 1995 | 2000 | 2005 | 2010 | 2015 | 2020 | 2025 |
| ÖVP            | 14   | 14   | 16   | 15   | 16   | 15   | 16   | 14   | 16   | 17   | 17   | 17   | 16   |
| SPÖ            | 3    | 3    | 3    | 4    | 3    | 4    | 2    | 3    | 2    | 1    | 1    | 1    | 1    |
| FPÖ            | –    | –    | –    | –    | –    | –    | 1    | 2    | –    | –    | –    | –    | –    |
| Grüne          | –    | –    | –    | –    | –    | –    | –    | –    | –    | –    | –    | 1    | –    |
| Bürgerliste    | –    | –    | –    | –    | –    | –    | –    | –    | 1    | 1    | 1    | –    | –    |
| ÖSI            | –    | –    | –    | –    | –    | –    | –    | –    | –    | –    | –    | –    | 2    |

### Bürgermeister
- 1968–1980 Ferdinand Filler (ÖVP)
- 1980–2000 Anton Weißensteiner (ÖVP)
- 2000–2023 Alois Strondl (ÖVP)
- seit 2023 Christian Dogl (ÖVP)

## Persönlichkeiten

### Ehrenbürger
- 2018: Alois Strondl, Bürgermeister von Waldenstein von 2000 bis 2023[16]

### Söhne und Töchter der Gemeinde
- Johann Koppensteiner (1886–1958), Lokomotivführer und Politiker (SPÖ)
- Hans Fitzinger (1924–2015), Lehrer, Politiker (ÖVP) Musiker und Autor